# 高松港玉藻防波堤灯台
高松港玉藻防波堤灯台（たかまつこうたまもぼうはていとうだい）は香川県高松市の高松港に所在する灯台。愛称は赤灯台。またはせとしるべ。

## 概要
1964年（昭和39年）12月28日に初点灯が実施された。高松港西防波堤灯台として陸岸近くの防波堤に設置され、全体が朱色である灯台は「赤灯台」として親しまれた。この西防波堤灯台はサンポート高松に伴う港湾事業によって、北側へと伸びた防波堤の先端へと改築移設されることとなる。
なお、防波堤に設置された灯台は、旧防波堤に設置されていた赤灯台の代替補償施設として、運輸省高松港湾空港工事事務所（現・国土交通省高松港湾空港整備事務所）が整備したものであり、外装材にガラスブロックを使用し、内部から灯台を照明するという世界初の灯台であり、平成10年11月1日に運用を開始している。
現在の灯台は1998年（平成10年）11月1日に初点灯されて以降、高松港玉藻地区のサンポート高松においてランドマークの一つとなり、高松港の中央ふ頭の先端から北東に約540m延びる玉藻防波堤の先端に立地する。世界初の総ガラス張りの灯台で、夜間は内部の照明により灯台そのものが赤く発光する。構造は鉄骨5階建てで、19cm四方の透過性ガラスブロック1,600個で築かれている。
設計は日本航路標識協会。1999年、第6回空間デザインコンペティション銅賞を受賞した。

## ギャラリー

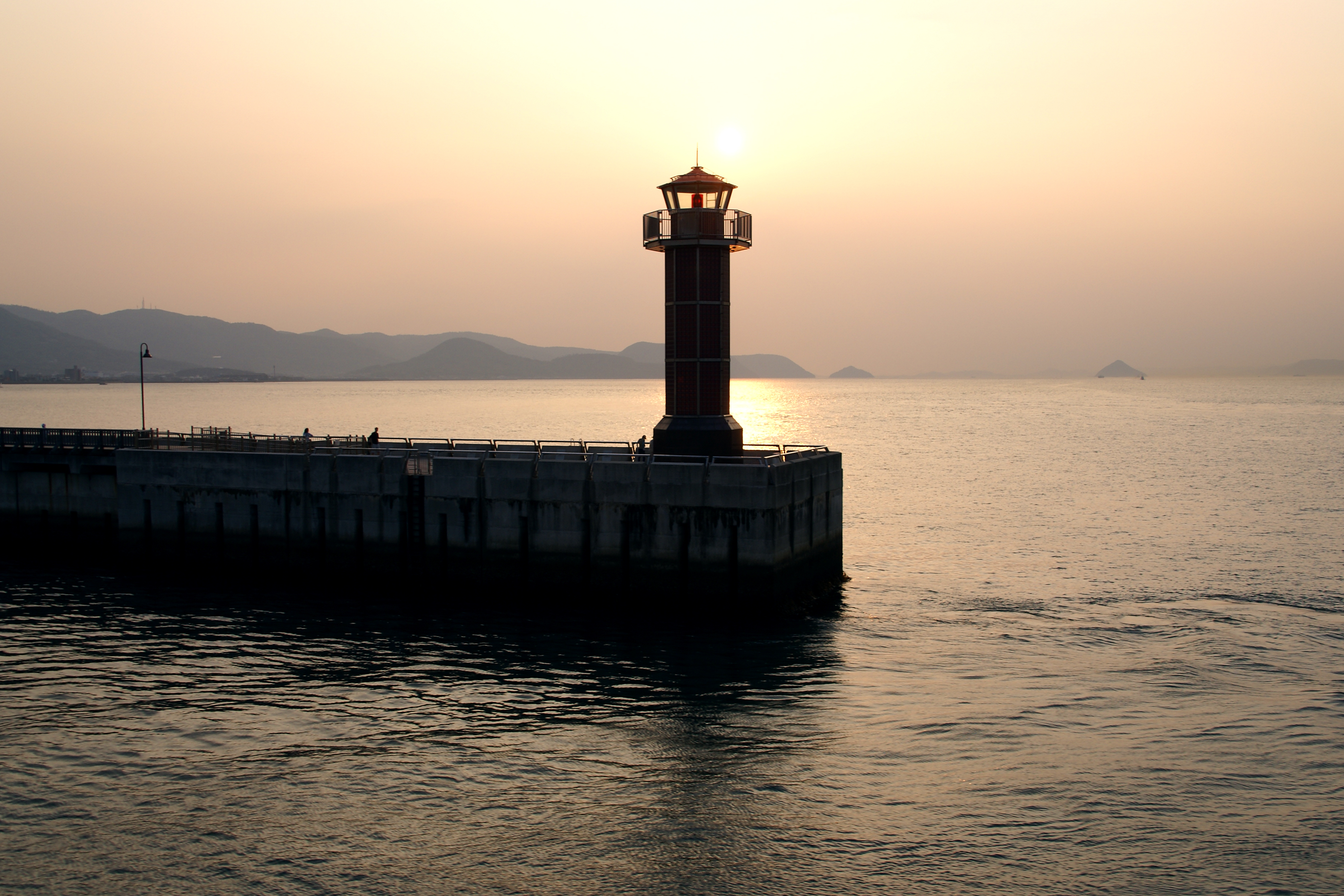
灯台、背景は五色台
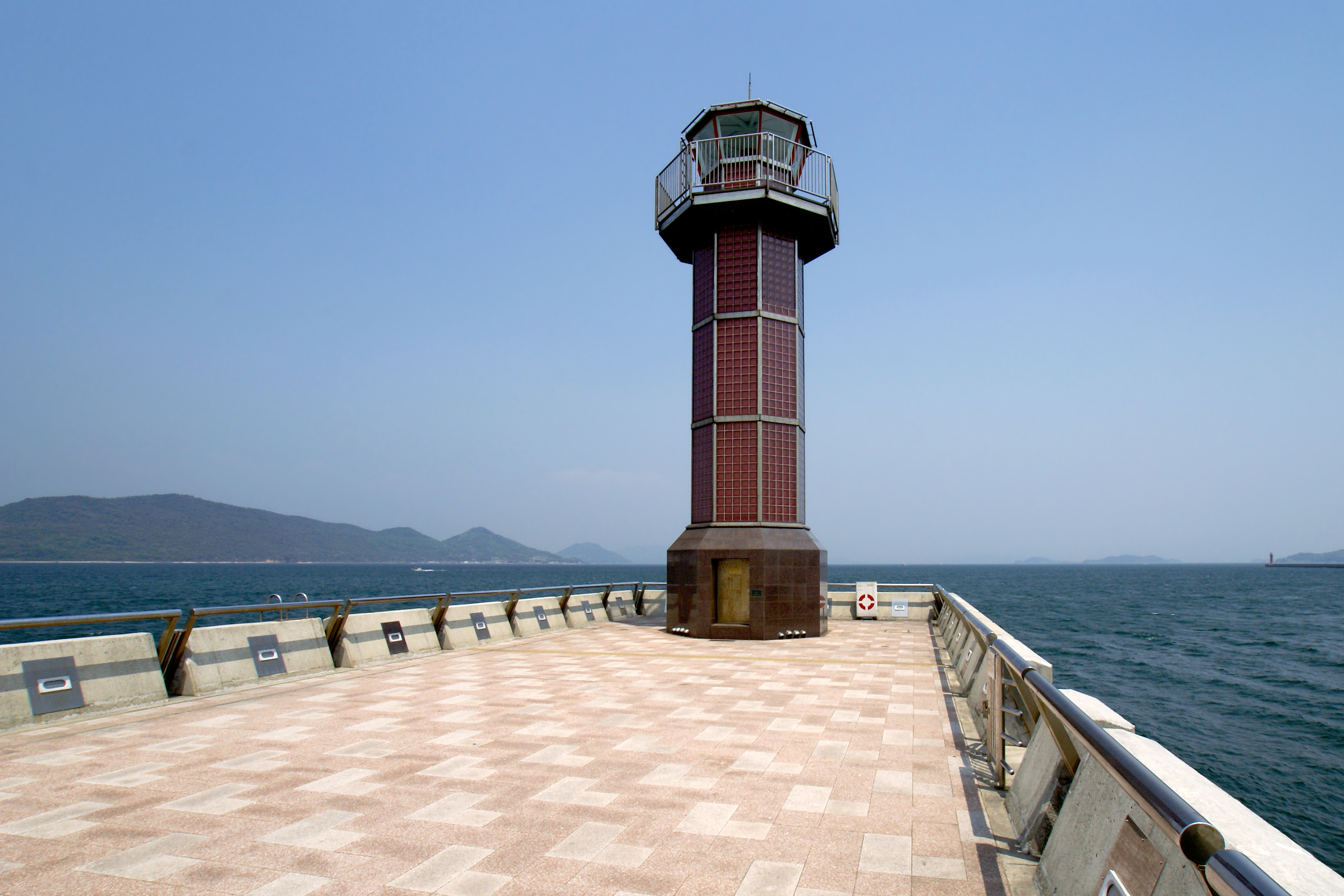
灯台、背景は女木島（左）
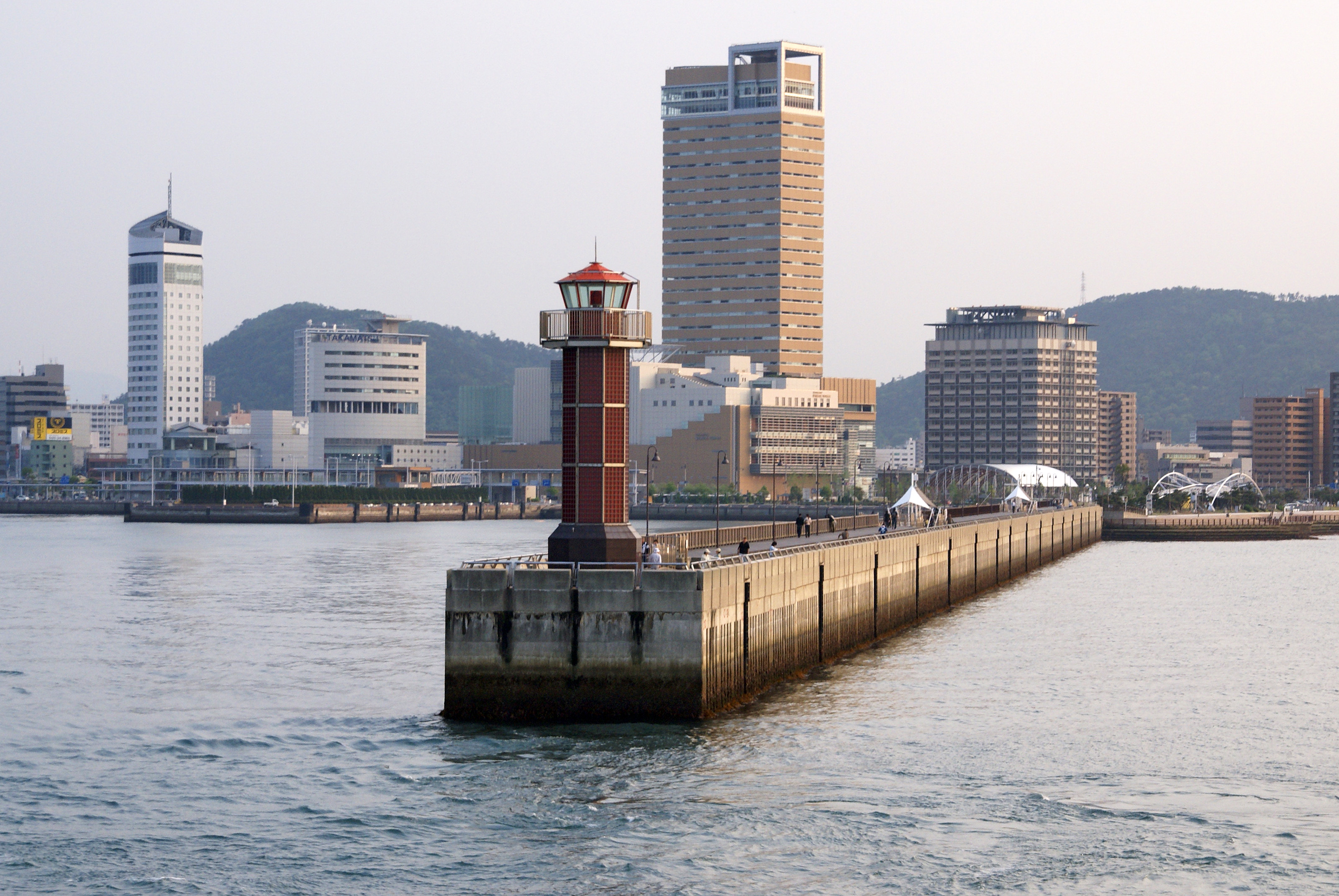
灯台、背景はサンポート高松

## 交通アクセス
- JR四国 高松駅下車、徒歩約15分。
- 高松琴平電気鉄道 高松築港駅下車、徒歩約20分。